# Nessuna traccia, o quasi
Nessuna traccia, o quasi (Sin huellas) è una serie televisiva spagnola creata da Carlos de Pando, Sara Antuña, Gabi Ochoa e Héctor Beltrán.
La serie ha per protagoniste le attrici Carolina Yuste e Camila Sodi ed è stata interamente pubblicata su Prime Video il 17 marzo 2023.

## Trama
Le due amiche Desiré e Catalina sono due donne delle pulizie che sono state recentemente licenziate. Le ragazze vedono la soluzione ai loro problemi economici in un incarico che consiste nella pulizia del palazzo dei Roselló, una delle famiglie più potenti di Alicante. Tuttavia tutto si capovolge, quando nella casa trovano il cadavere di una donna e si ritrovano così coinvolte in numerosi problemi.

## Episodi
| Stagione       | Episodi | Pubblicazione Spagna | Pubblicazione Italia |
| -------------- | ------- | -------------------- | -------------------- |
| Prima stagione | 8       | 2023                 | 2023                 |

## Personaggi e interpreti

### Personaggi principali
- Desiré "Desi" Montaya, interpretata da Carolina Yuste, doppiata da Veronica Puccio.[1]
- Catalina "Cata" Prado, interpretata da Camila Sodi, doppiata da Benedetta Ponticelli.[1]

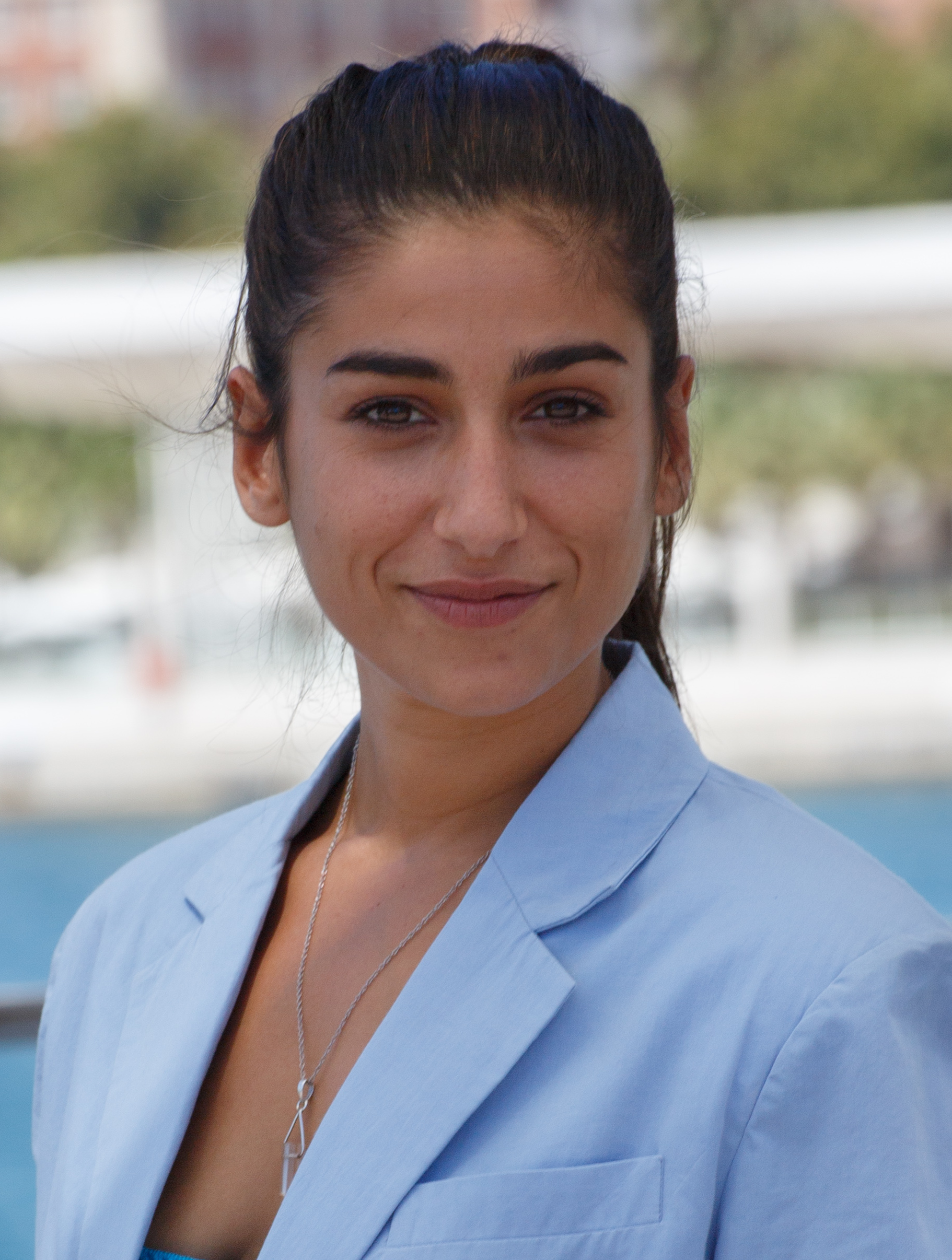
Carolina Yuste interpreta Desiré Montaya.
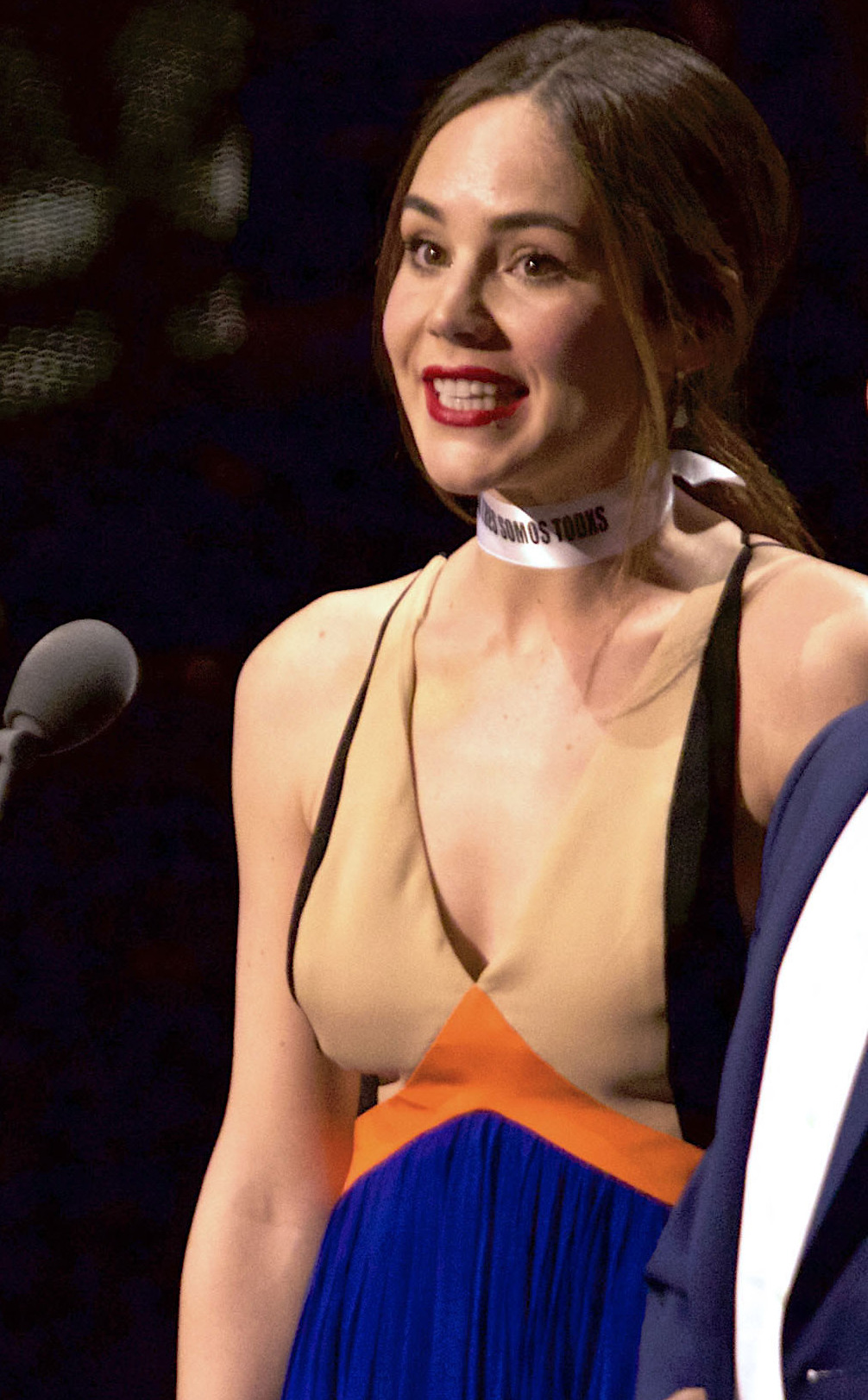
Camila Sodi interpreta Catalina Prado.

### Personaggi ricorrenti
- Irene, interpretata da Silvia Alonso, doppiata da Gaia Bolognesi.[1]
- Ubaldo, interpretato da Leonardo Ortizgris.
- Néstor Máñez, interpretato da Borja Luna, doppiato da Riccardo Scarafoni.[1]
- Mariana, interpretata da Pastora Vega, doppiata da Laura Boccanera.[1]
- Marisa Roselló, interpretata da María Esteve.
- Luís, interpretato da Adrian Grösser.
- Sergei Poliakoff, interpretato da Beka Lemonjava, doppiato da Daniele Raffaeli.[1]
- Yuri Poliakoff, interpretato da Pavel Anton.
- Miguel Montoya, interpretato da Abraham Arenas.
- Eduardo Roselló, interpretato da Álex Gadea, doppiato da Gabriele Sabatini.[1]
- Lucrecia Pallarés, interpretata da Adriana Torrebejano, doppiata da Francesca Manicone.[1]
- Esteban Poliakoff, interpretato da Jaroslaw Bielski.
- Quique, interpretato da Bruno Oro.
- Gloria, interpretata da Sara Nieto.
- Esmeralda, interpretata da Mia Martínez.
- Jenny, interpretata da Noah Domínguez.
- Teresa, interpretata da Manuela Rubio.
- Joaquín, interpretato da Jorge Suquet.
- Marlene, interpretata da Gaile Butvilaite.
- Sofía, interpretata da Abril Borrás.
- Comisario Banyuls, interpretato da Iván Morales.
- Rosa, interpretata da Mar del Hoyo.

## Produzione

### Sviluppo
Il 20 settembre 2021 Amazon Prime Video annuncia di aver dato il via libera alla produzione di una serie televisiva commedia nera, creata e sceneggiata da Carlos de Pando, Sara Antuña, Gabi Ochoa e Héctor Beltrán, che sarebbe stata prodotta da Zeta Studios e diretta da Paco Caballero, Gema Ferraté, Samantha López Speranza e Koldo Serra.

### Riprese
A novembre 2021 viene annunciato l'inizio delle riprese in provincia di Alicante, principalmente nel centro di Alicante e a La Vila Joiosa.

### Cast
Il cast della serie, annunciato a novembre 2021, è composto da Carolina Yuste, Camila Sodi, Silvia Alonso, Borja Luna, Álex Gadea, Adrian Grösser, Adriana Torrebejano, Leonardo Ortizgris e Pastora Vega.

## Promozione
La serie è stata presentata per la prima volta ai media l'8 maggio 2022. Il 26 gennaio 2023 Amazon Prime Video pubblica il primo teaser trailer della serie, dove annuncia che sarebbe stata pubblicata nel corso del marzo successivo.

## Distribuzione
La serie è stata pubblicata, a livello internazionale, il 17 marzo 2023 su Prime Video.